# Konrad von Thüringen
Konrad z Turyngii, właściwe Konrad I von Thüringen (ur. ok. 1206, zm. 24 lipca 1240 w Rzymie) – w latach 1231–1234 landgraf Turyngii i palatyn saski (wespół z bratem Henrykiem Raspe), a później także wielki mistrz zakonu krzyżackiego (1239–1240), pochodzący z niemieckiego rodu książęcego Ludowingów.

## Życiorys

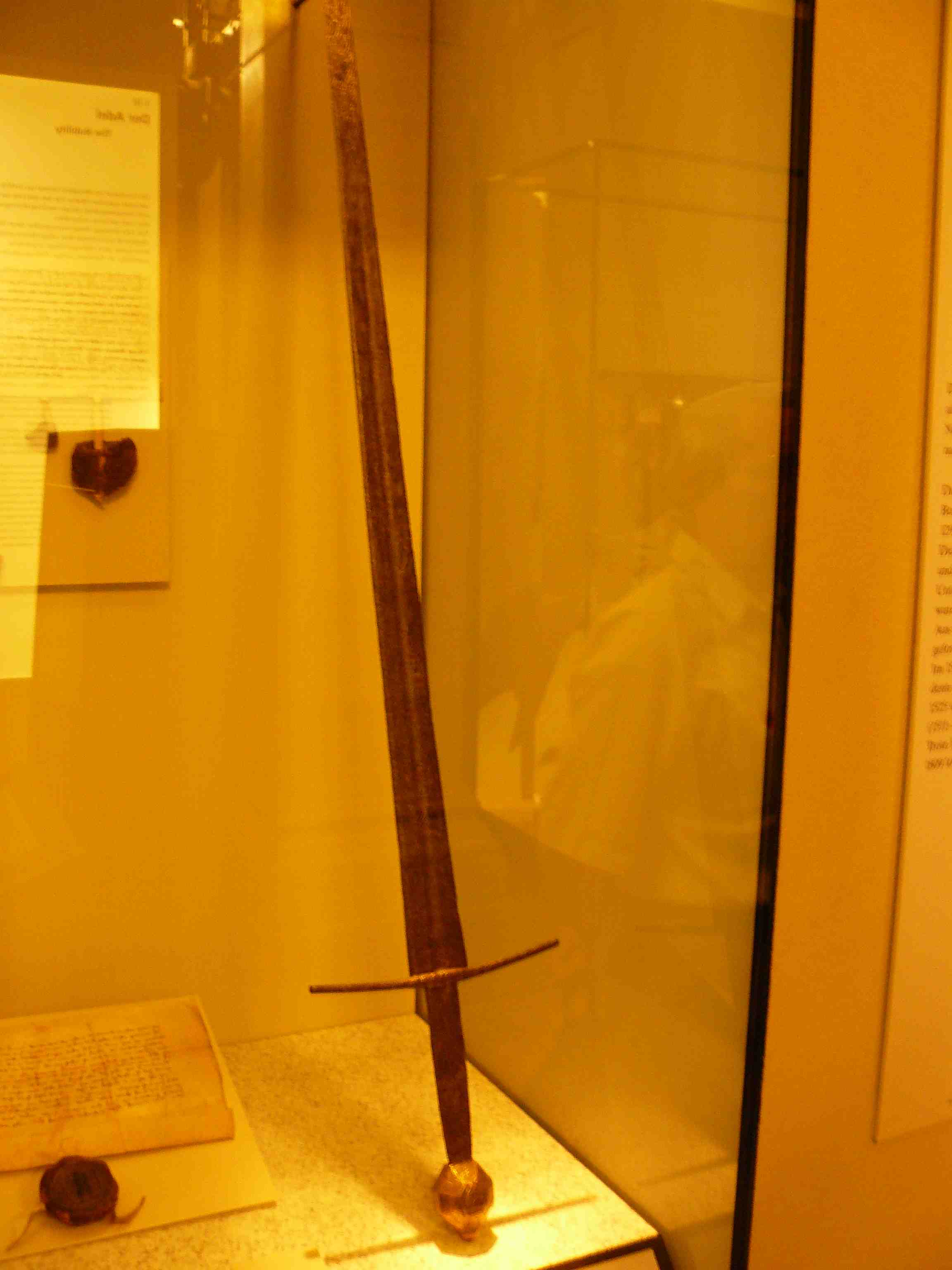
Miecz Konrada z Turyngii przechowywany w Niemieckim Muzeum Historycznym w Berlinie

Urodził się około roku 1206, jako syn landgrafa Turyngii i znanego mecenasa sztuki, Hermana I, oraz jego drugiej żony, Zofii bawarskiej, a także szwagier św. Elżbiety Węgierskiej. Był zatem pierwszym wielkim mistrzem zakonu krzyżackiego, który pochodził z tak dobrego rodu możnowładczego i mógł legitymować się tak wyśmienitym rodowodem, gdyż wszyscy wcześniejsi przywódcy bractwa wywodzili się ze zubożałego rycerstwa. Konrad miał liczne rodzeństwo – dwie przyrodnie siostry i dwóch starszych braci – Ludwika i Henryka Raspe. Kiedy Ludwik, będący najstarszym z nich, zginął w 1227 roku w południowej Italii podczas V wyprawy krzyżowej, Konrad i Henryk przejęli po nim rozległe posiadłości ziemskie w Turyngii i Hesji, a także zajęli się wychowaniem jego dzieci. W 1231 roku Konradowi nadane zostały dwa prestiżowe tytuły możnowładcze – landgrafa i palatyna, co zapewniło mu bardzo wysoką pozycję w hierarchii Świętego Cesarstwa Rzymskiego.
Współczesnych historyków zadziwia fakt, że Konrad zdecydował się wstąpić do zakonu, skoro zajmował w Niemczech tak ważne stanowisko, tymczasem szeregi Krzyżaków tworzyli przede wszystkim młodsi synowie z pomniejszych rodów rycerskich. Według tradycji krzyżackiej, głównym powodem, dla którego Konrad przyjął śluby zakonne były wyrzuty sumienia, dręczące go od chwili, kiedy kazał zakuć w kajdany arcybiskupa Moguncji po tym, jak popadł z nim w spór, a także od czasu, gdy jego wojska spustoszyły Fritzlar z powodu szyderstw, jakich doznał on od mieszkańców tego miasta. Wkrótce po tych wydarzeniach, 18 listopada 1234 roku w Marburgu, Konrad wstąpił do zakonu krzyżackiego.
Nie są znane funkcje, jakie pełnił przed piastowaniem godności wielkiego mistrza. Z pewnością sprawował jednak jakiś urząd, gdyż zobowiązany był do tego każdy spośród braci. Konrad został obrany wielkim mistrzem zakonu prawdopodobnie latem 1239 roku, najpewniej podczas posiedzenia kapituły generalnej w Marburgu. Choć jest to wersja najbardziej prawdopodobna, nie wyklucza się, że mogło do tego dojść dopiero na początku 1240 roku, gdyż ówczesny papież jeszcze 12 stycznia nic nie wiedział o jego wyborze.
Konrad z Turyngii sprawował najwyższą władzę w zakonie krzyżackim niezwykle krótko – mniej niż rok, nie zdołał więc odcisnąć swego piętna na jego dziejach. Czasy swoich rządów spędził, podobnie jak wcześniej Hermann von Salza, na podróżach dyplomatycznych na obszarze Europy, mniej uwagi poświęcając zarządzaniu zakonem. Nigdy nawet nie był w Palestynie, gdzie aktualnie panował względny spokój, a także nie ingerował w sprawy pruskie, którymi zajmował się mistrz krajowy (a później także wielki mistrz) Poppo von Osterna, przygotowujący się właśnie do podboju Sambii.
Wielki mistrz zmarł 24 lipca 1240 roku w Rzymie, gdzie przebywał w sprawach dyplomatycznych. Jego szczątki zostały przeniesione w rodzinne strony i pochowane w Marburgu, w nowo wybudowanym kościele św. Elżbiety.